# トム・スネドン
トム・スネドン（Thomas W. Sneddon Jr.、Tom Sneddon、スネッドンとも、1941年5月 - 2014年11月1日）は、1993年と2003年にマイケル・ジャクソンの性的虐待疑惑の捜査・裁判で有名になったアメリカ合衆国のカリフォルニア州サンタバーバラ地方の検察官である。法廷での被告に対する態度が執念深い追及姿勢であるとして、狂犬（マッドドッグ）の呼称を持っていた。だが最近は角が取れてきたらしく、「Snuffy（不愉快な）」のニックネームが付けられている。1人の妻と9人の子供を持つ。

## 略歴
ノートルダム大学卒。カリフォルニア大学ロサンゼルス校大学院修了。1967年から1969年まではアメリカ軍で働く。1969年から副検事。1977年から犯罪の書類作業を行っており、1983年からはサンタバーバラで検事をしている。現在は6期目。1993年には「Leadership Award」、1995年には「Director's Award」を受賞している。
マイケル・ジャクソンの1993年の事件では刑事裁判として立件しようと動いたが、マイケルと原告の両者の間で慰謝料による和解が成立し、立件できなかった為、本人は煮え湯を飲まされたとコメントしている。その為10年間の間両者は険悪な関係にあり、マイケルからはアルバム「ヒストリー パスト、プレズント・アンド・フューチャー ブック1」（1995年）に収録されている「D.S.」という曲においてドム・シェルドンという仮名を用いられ(ただし、実際には歌詞カードにそのように書かれているだけであり発音はトム・スネドンとなっている)、「彼は冷血漢」と非難されている。これに対しスネドン自身は「マイケルの曲など聞いた事もない」と意に介さない様子であった。
別の原告からの告発を受けて、2003年から行われた裁判は二人にとって因縁の対決となった。
2005年6月13日、裁判は過熱を極めたが、児童誘拐・監禁・恐喝を犯すための陰謀容疑1件、児童に対する猥褻行為容疑4件、児童に対する猥褻行為を試みようとした容疑1件、重罪を犯すことを援助するために酒を飲ませた容疑4件に関し、全ての容疑に無罪判決が下った。
判決を受けて最後まで「誠実で綿密な捜査をした。謝ることは何もない」「有名人としての要素が裁判に影響した」と語った（ちなみに彼は検事生活で陪審の評決に異議を唱えたことは1度もない）。
2014年11月1日、サンタバーバラの病院で死去。73歳没。

## 豆知識
- トム・スネドンはノートルダム大学在学中ボクシングをやっていたが、マイケル・ジャクソンの2005年の裁判の弁護人の実質的トップであったトーマス・メゼロウもハーバード大学でボクシングをやっていた。